# ノイエ・ピナコテーク
ノイエ・ピナコテーク（Neue Pinakothek）は、ドイツのミュンヘンにある美術館である。

## 概要
同じミュンヘンにあるアルテ・ピナコテーク（古絵画館）に対し、ノイエ・ピナコテークは文字どおり「新絵画館」である。アルテ・ピナコテーク開館から十数年後の1853年、その当時の現代絵画を収蔵するため、バイエルン国王ルートヴィヒ1世によって設立された。
18世紀半ばから20世紀の作品約5千点を収集しており、特にドイツ・ロマン派やナザレ派などのドイツ近代絵画、さらにモネ、セザンヌ、ルノワール、ゴーギャンなど印象派の作品が充実している。
2019年1月に一時閉鎖、2021年より建物の改修工事を実施中
。工事期間中は、アルテ・ピナコテーク、シャックギャラリーにてコレクションの一部を展示。2030年に再オープン予定。

## 主な収蔵品
- フィンセント・ファン・ゴッホ『ひまわり』（1888年)
- アルノルト・ベックリン『波間のたわむれ』（1883年）
- フェルナン・クノップフ『私は私自身に扉を閉ざす』（1891年）
- グスタフ・クリムト『マルガレーテ・ストンボロー＝ウィトゲンシュタイン』（1905年）
- フランツ・フォン・シュトゥック『罪』（1893年）

## ギャラリー

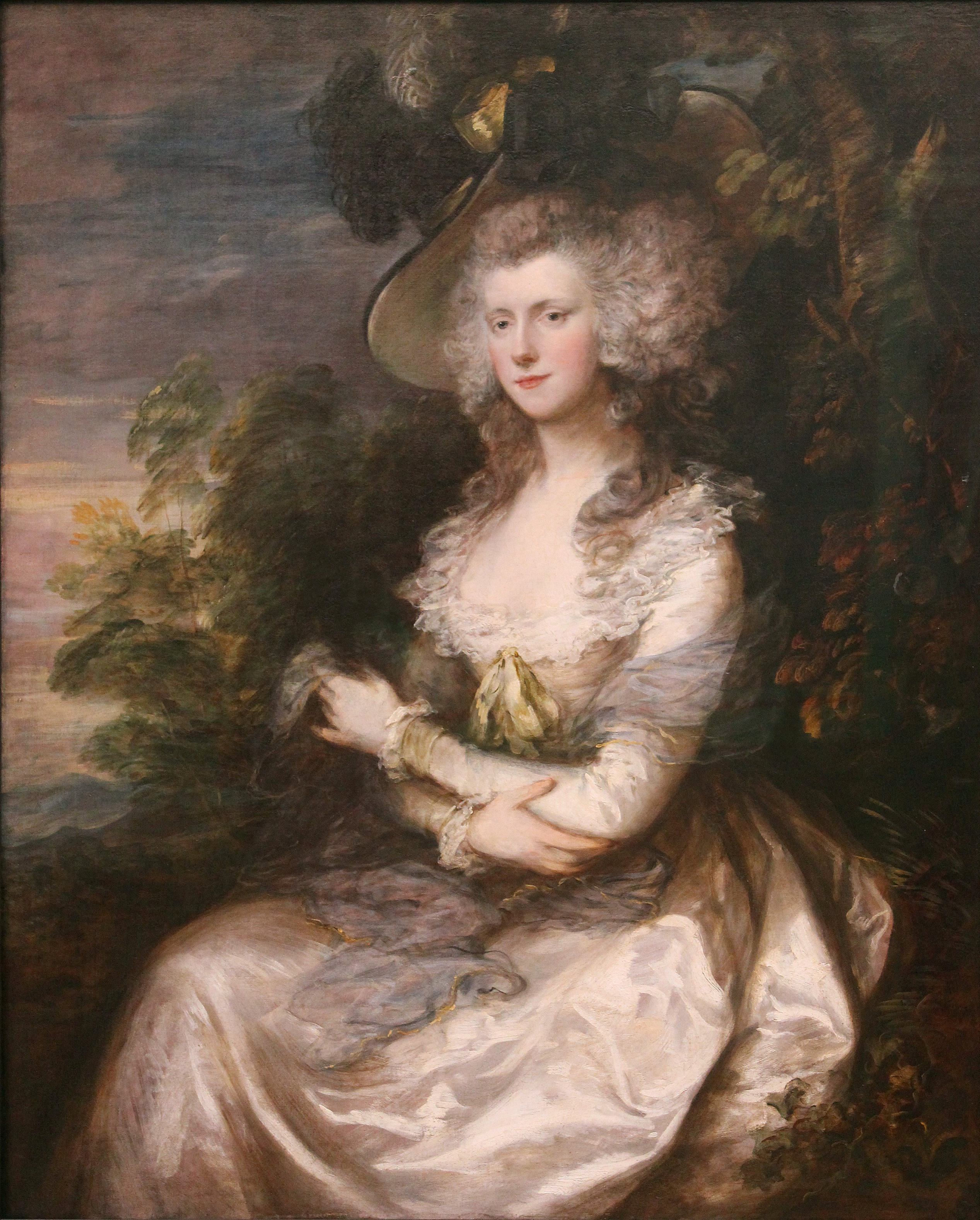
『トマス・ヘバート夫人』トマス・ゲインズバラ
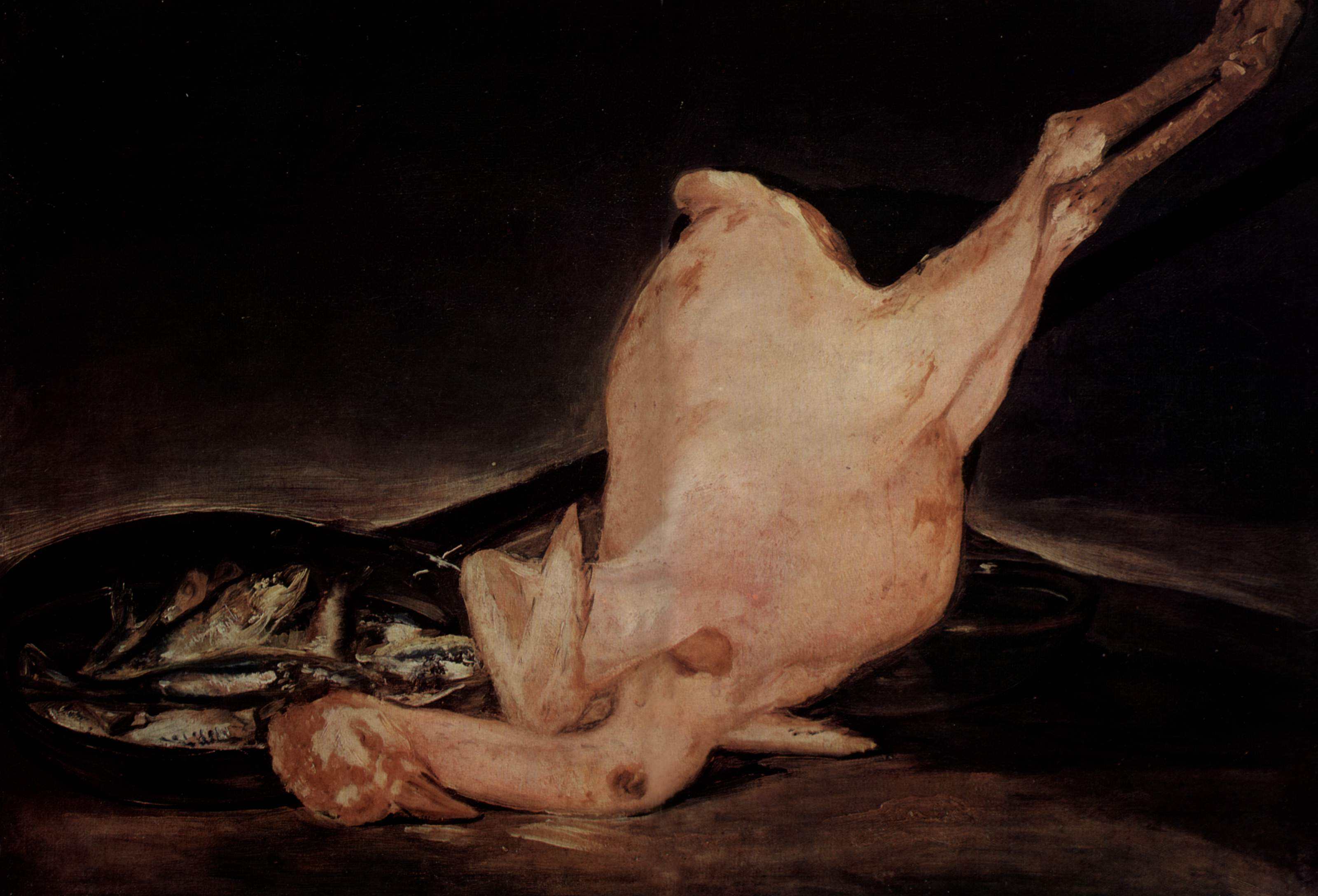
『羽を毟られた七面鳥』フランシスコ・デ・ゴヤ
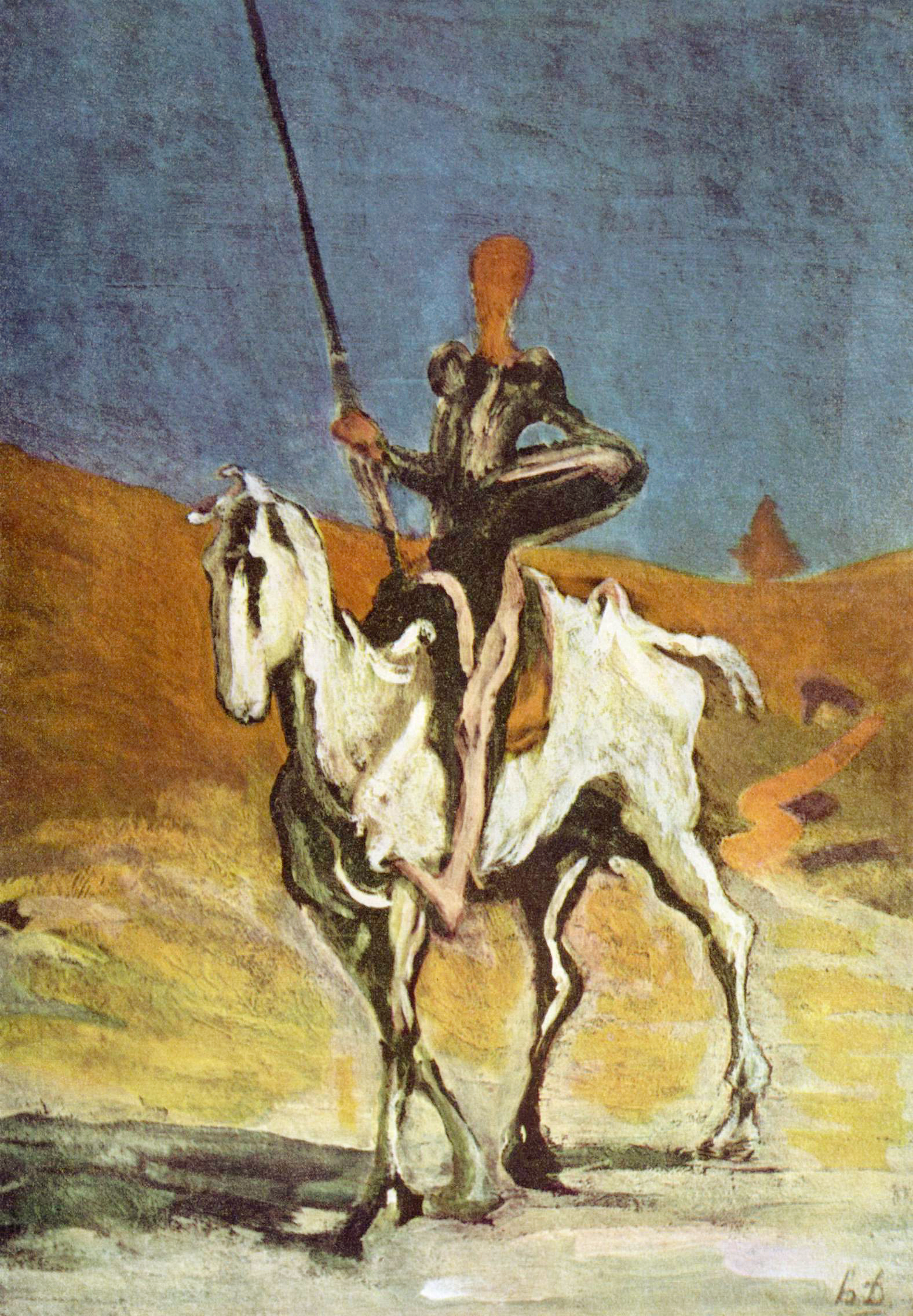
『ドン・キホーテ』オノレ・ドーミエ
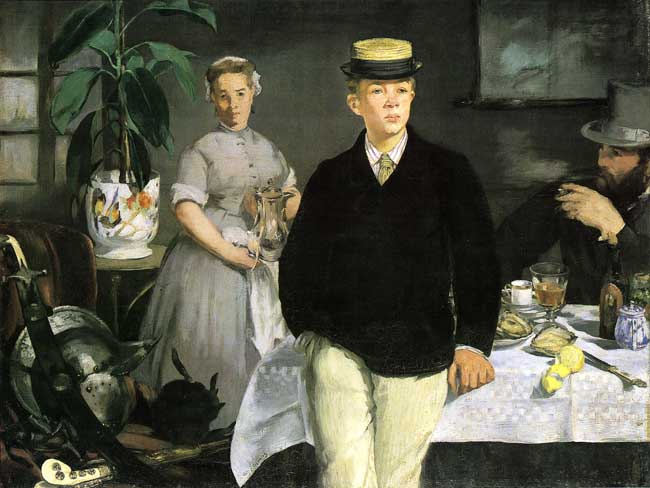
『アトリエでの昼食』エドゥアール・マネ
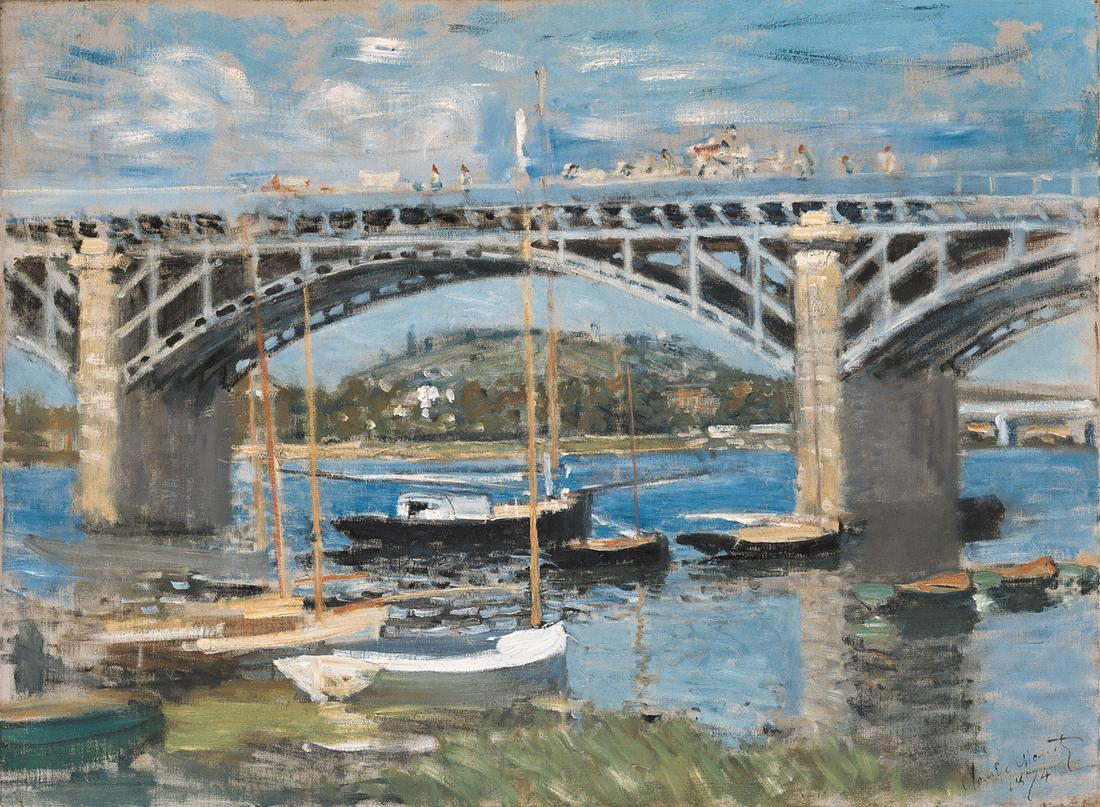
『アルジャントゥイユの橋』クロード・モネ
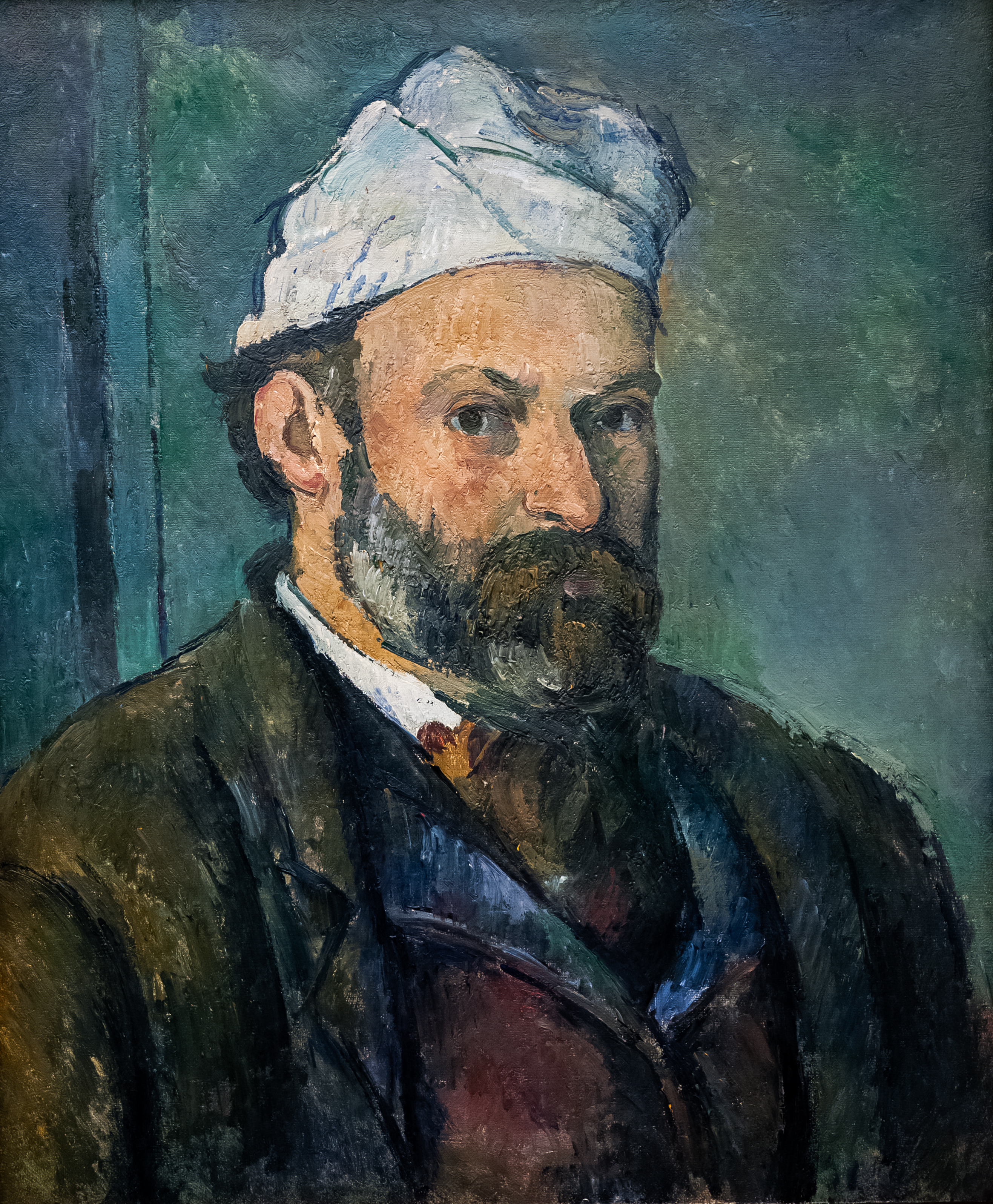
『自画像』ポール・セザンヌ
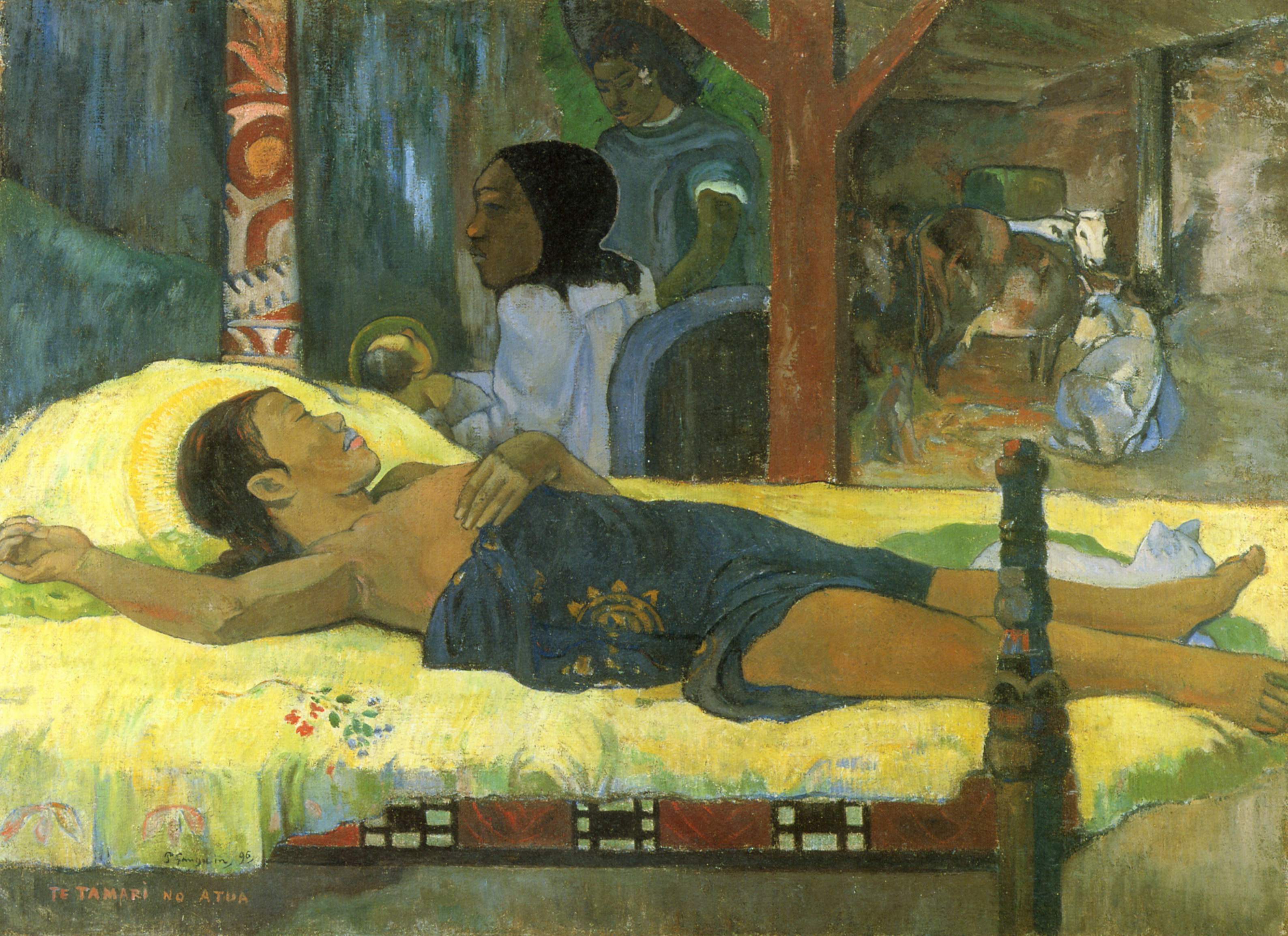
『テ・タマリ・ノ・アトゥア（神の子）』ポール・ゴーギャン
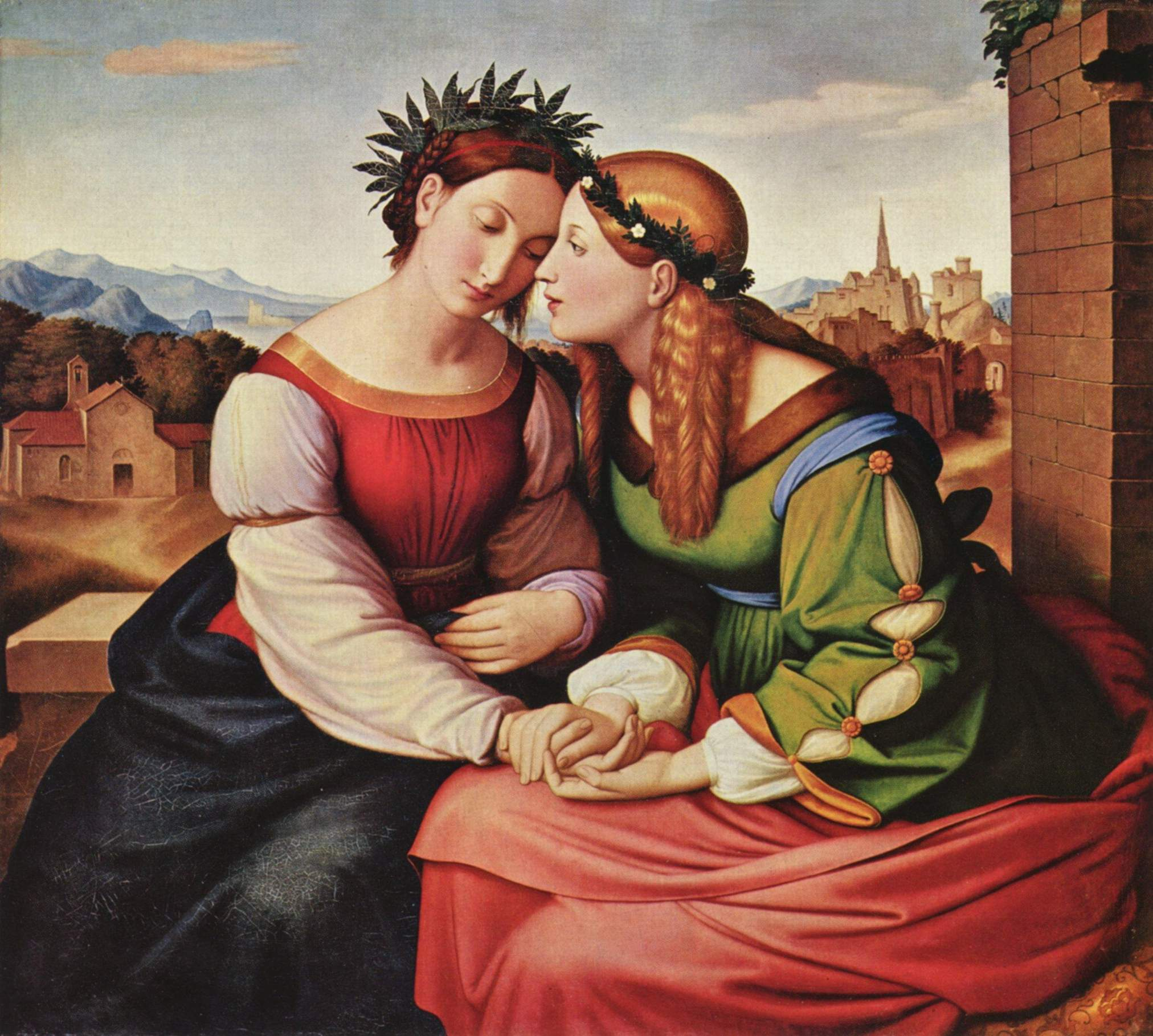
『イタリアとゲルマニア』ヨハン・フリードリヒ・オーファーベック
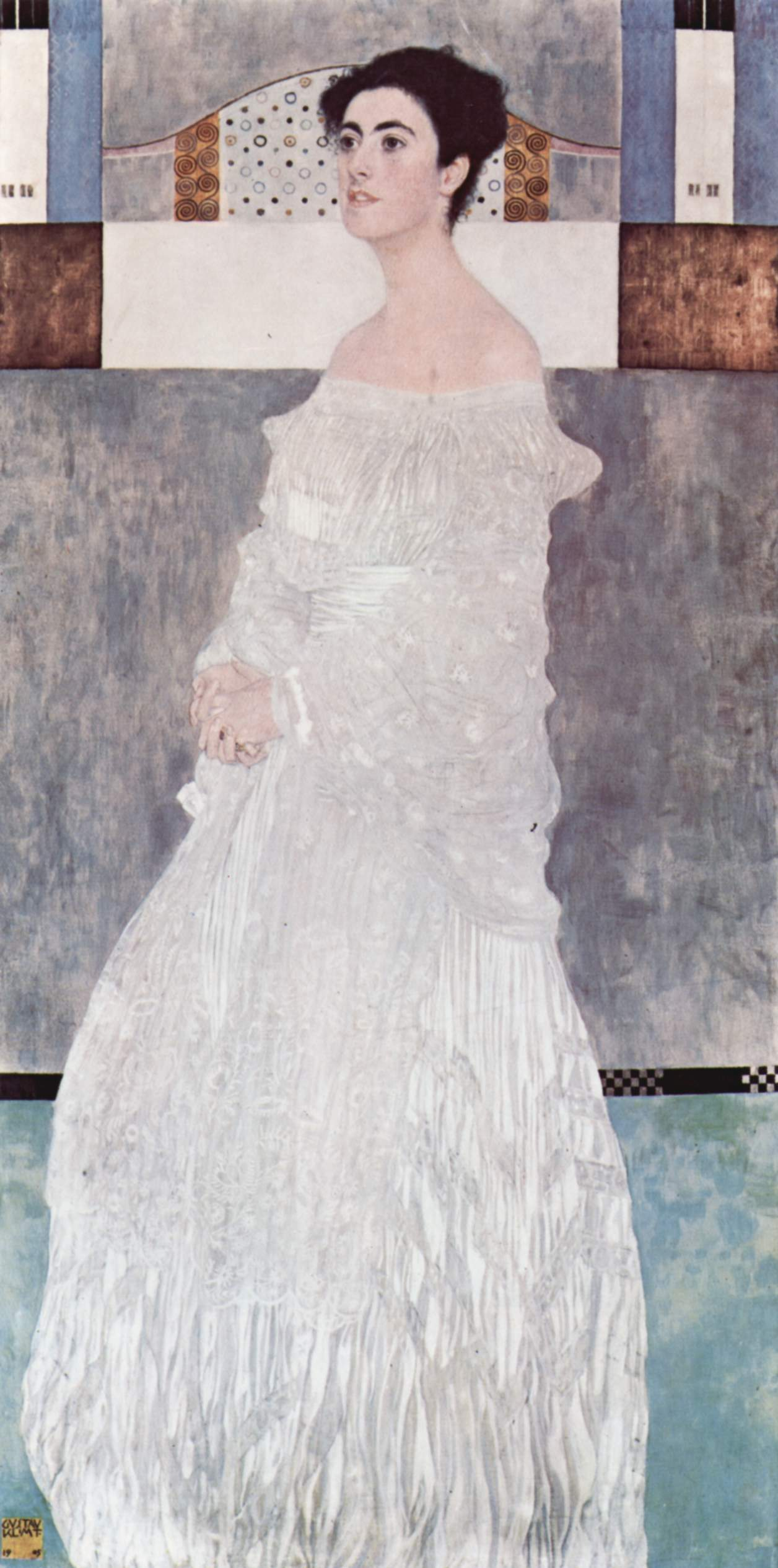
『マルガレーテ・ストンボロー＝ウィトゲンシュタインの肖像』グスタフ・クリムト
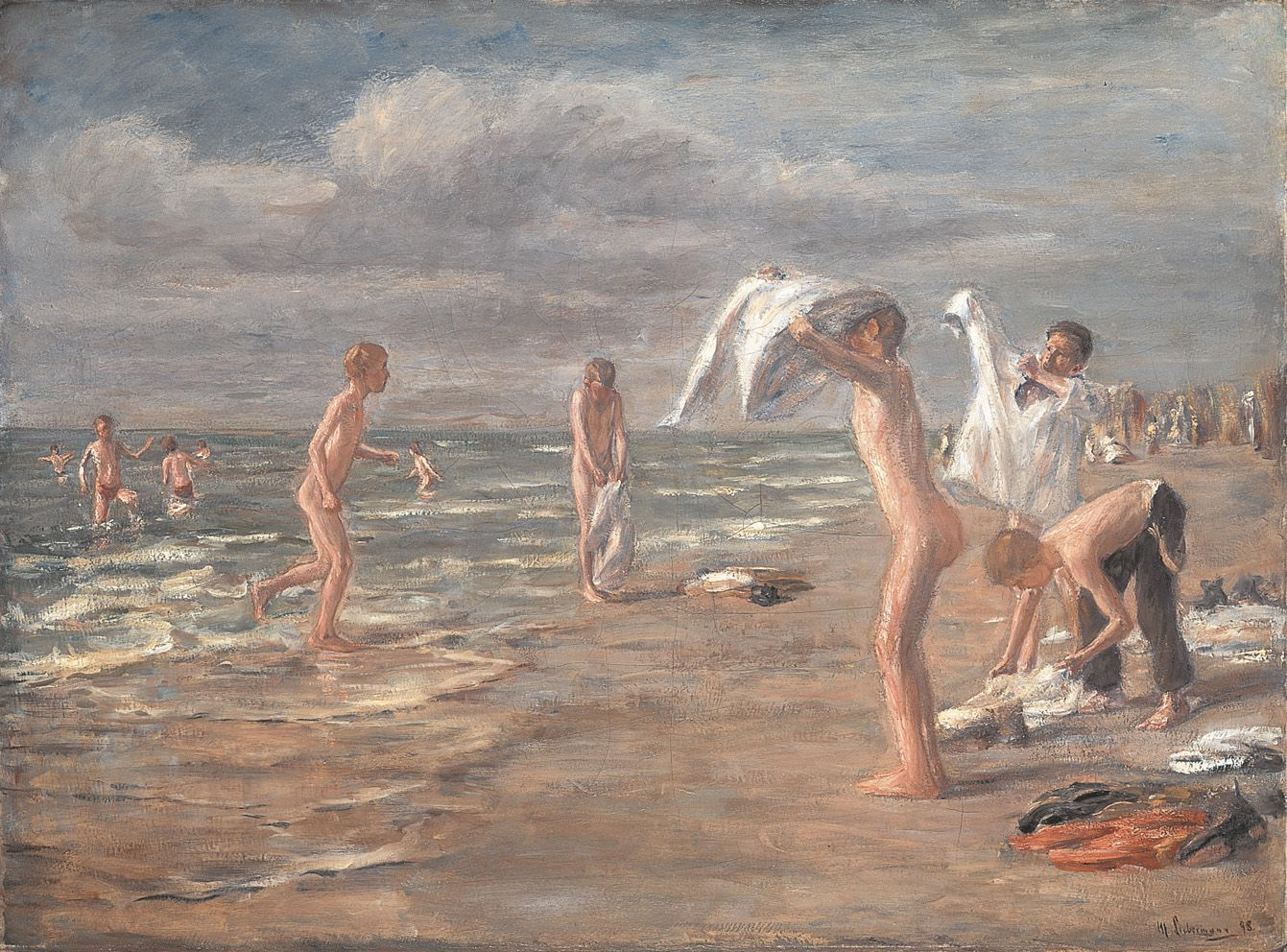
『入浴する少年たち』マックス・リーバーマン
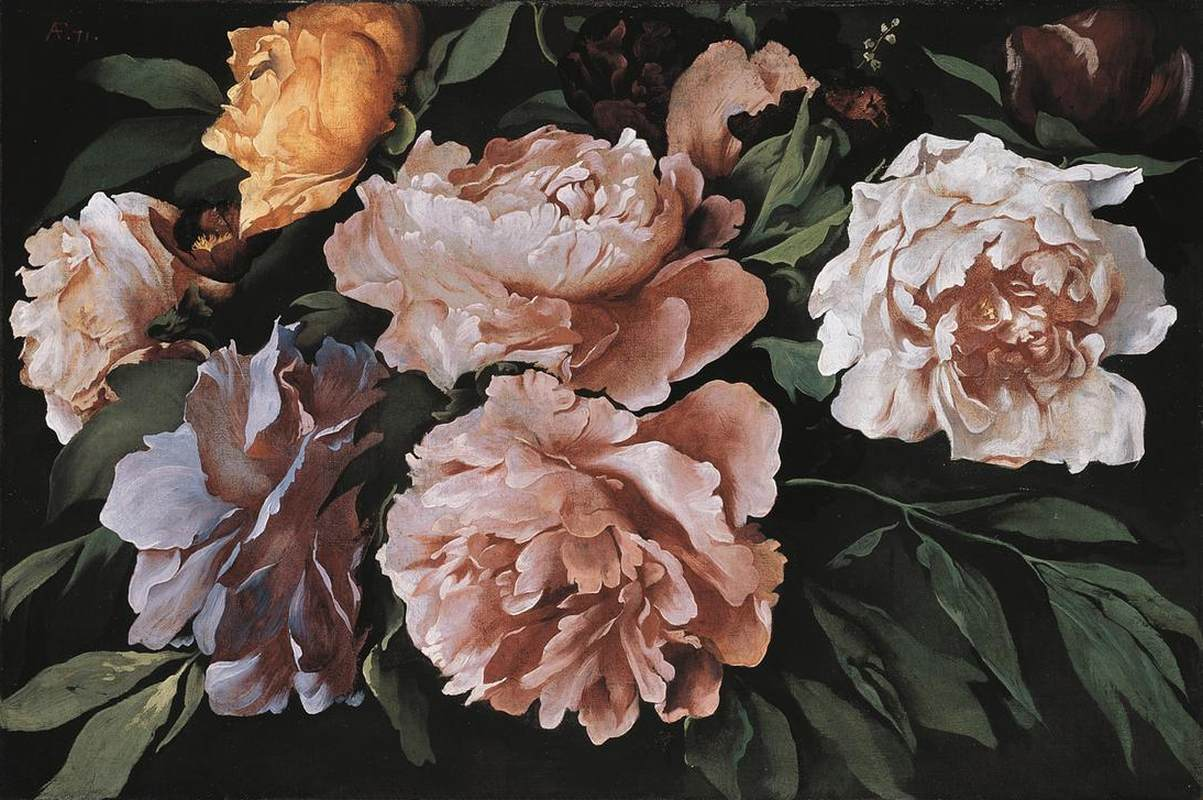
『牡丹の花』アンゼルム・フォイエルバッハ
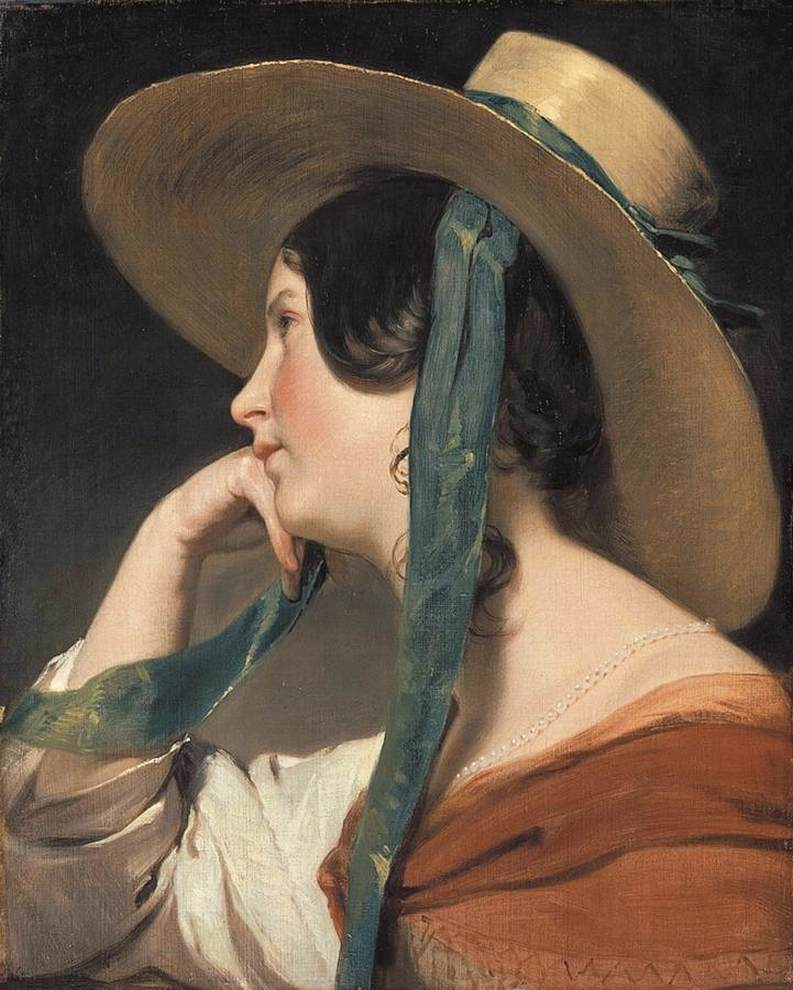
『麦わら帽子をかぶった少女』フリードリヒ・フォン・アマーリング
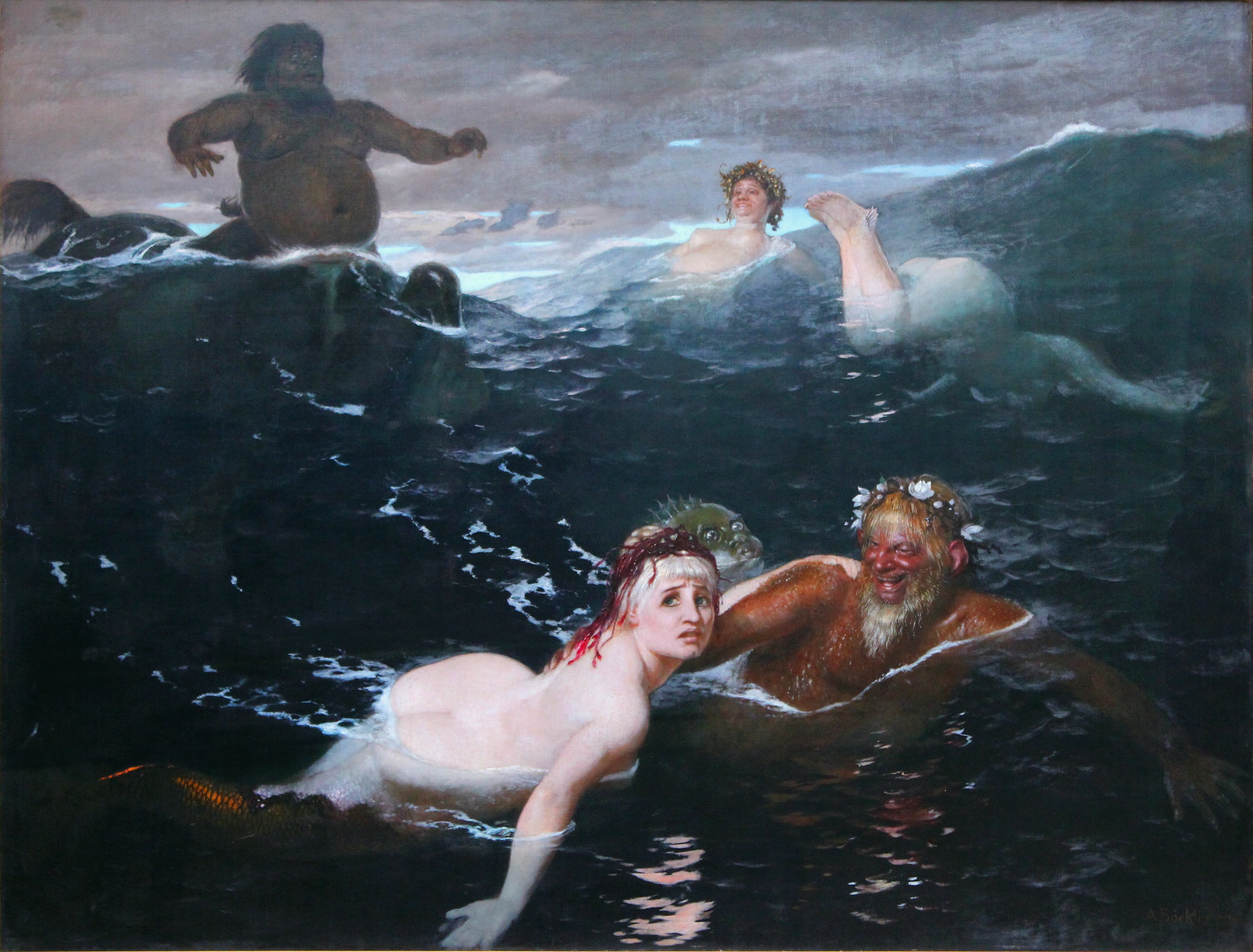
『波間のたわむれ』アルノルト・ベックリン
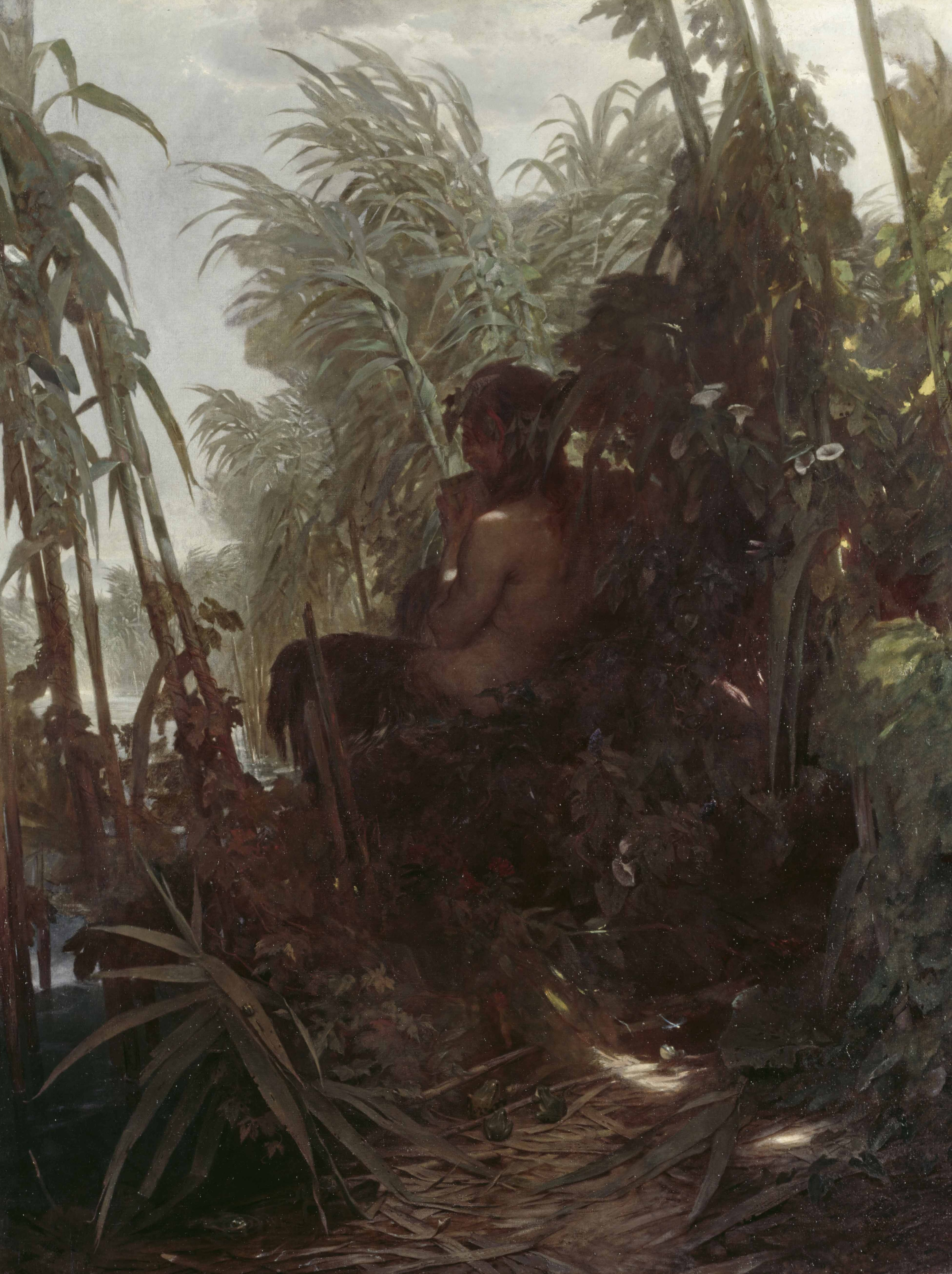
『葦の中のパン』アルノルト・ベックリン